# Neutralnost
Neutralnost je oblik stajališta koji znači ne zauzimanje bilo čije strane u nekom sukobu, sporu i slično.
Neutralnost (ili preciznije objektivnost) se u svakodnevnom životu zahtijeva od sudaca.
Neutralnost može proglasiti neka država u čijem se susjedstvu odvijaju ratne operacije (Švicarska u Drugom svjetskom ratu).